# ハンガリー人民共和国

ハンガリー人民共和国
Magyar Népköztársaság (ハンガリー語)

国歌: Himnusz（ハンガリー語）
賛称

ハンガリー人民共和国の位置（1989年）

ハンガリー人民共和国（ハンガリーじんみんきょうわこく、ハンガリー語: Magyar Népköztársaság [ˈmɒɟɒr ˌne̝ːpkøstɑ̈ːrʃɒʃɑ̈ːɡ] マジャル・ネープケスタールシャシャーグ）は、1949年から1989年までのソ連型社会主義体制下のハンガリーの正式国名である。この国名は、1918年から1919年までの短命に終わった、いわゆるハンガリー第一共和国も使用していた。この国家はソビエト連邦の強い影響下に置かれた衛星国であり、1989年の民主化によって同国がマルクス・レーニン主義を放棄するまで存続した。
この国家は、ソビエト連邦の後押しにより1919年に第一共和国を倒して成立した、世界2番目の共産主義国家であるハンガリー評議会共和国の後継国家と考えられている。

## 歴史

### 成立
第二次世界大戦の中で、ハンガリーは1944年からクリメント・ヴォロシーロフ率いるソビエト連邦軍（赤軍）の占領統治を受けた（ハンガリー占領）。第二次世界大戦中のハンガリー臨時政府の流れを汲み、1946年1月に成立したハンガリー第二共和国が成立した。共和国成立に先立って行われた選挙ではソ連軍がハンガリー共産党優位になるようにサポートしたものの、結果は独立小農業者党支持が57％を占め、ハンガリー共産党の得票は17％であった。しかしソ連は独立小農業者党単独政権の発足を許さず、共産党が参加した連立政権を発足させた。ハンガリー共産党員ライク・ラースローは内務大臣となり、ソ連のNKVD（内務人民委員部）を模倣した秘密警察、ÁVO（ハンガリー国家警察・国家保安部、後にÁVH（ハンガリー国家保衛庁））を設立した。共産党書記長ラーコシ・マーチャーシュは、いわゆるサラミ戦術によって他党の勢力を切り崩し、影響力を高めていった。3月には社会民主党・全国農民党・労働組合と左派ブロックを形成した。
1946年12月、「旧王国のホルティ摂政派将校の秘密組織による陰謀」が発覚したとして、独立小農業者党の幹部が次々と逮捕されはじめた。1947年5月30日には党首で首相のナジ・フェレンツが亡命に追い込まれた。ディンニェーシュ・ラヨシュが後継首相となったものの、さらにドビ・イシュトヴァーンら左派が分裂し、小農業者党は零落した。8月4日、大統領ティルディ・ゾルターンは汚職の疑いをかけられて辞任し、共産党の幹部サカシチ・アールパードが大統領となった。共産党は8月31日に行われた選挙によって第一党となった。しかしこの時点でも共産党の得票は全体の22％であり、与党である左派ブロック全体をあわせても61％にとどまった。しかしこの時点で勤労者党の優位は不動のものとなり、事実上の勤労者党による独裁体制が確立された。1948年6月12日、社会民主党は幹部を大量に除名し、ハンガリー勤労者党と改称した共産党に合流した。この時点での勤労者党の党員はハンガリー人口の9分の1である100万人であった。
1949年になると、東欧諸国ではヨシフ・スターリンによるヨシップ・ブロズ・チトー批判の影響を受けた「チトー狩り」が始まった。ハンガリーでも書記長ラーコシは政敵をチトー派として粛清していった。9月には党内ナンバー2であったライクも、彼自身が設立したÁVOによって逮捕され、10月に処刑された。こうして勤労者党の上層部は「モスクワ帰り」によって占められるようになり、ソ連化が進んでいった。

### スターリン主義時代（1949年 - 1956年）
1949年8月23日、ハンガリー人民共和国が成立し、ハンガリー人民共和国憲法が制定された。大統領制は廃止され、大統領評議会議長が国家元首となった。ラーコシは1952年にドビのあとをうけて首相となるなど、事実上の最高実力者としてハンガリーを支配したが、スタハーノフ運動を模倣した重工業重視の経済再建ははかばかしく進まなかった。1953年3月にスターリンが死亡すると、彼の崇拝者であったラーコシの立場はきわめて微妙なものとなった。6月、ラーコシはモスクワに呼び出され、首相の地位を政治局員ナジ・イムレに譲らされた。ナジは重工業偏重を修正する経済改革を行い、失脚していたカーダール・ヤーノシュ元内相を復権させるなど、ラーコシ時代の政策を修正していった。党幹部やラーコシは反発し、1955年4月にナジを失脚させてラーコシ派のヘゲドゥシュ・アンドラーシュを首相とした。

### カーダール時代
ハンガリー動乱によって体制が動揺した1956年11月、カーダール・ヤーノシュによって勤労者党は「ハンガリー社会主義労働者党」として再編成された。
社会主義労働者党の書記長となったカーダールはナジ・イムレを死刑にし、一党独裁制を敷きながらも、動乱で国民と政府の間に生じた溝を埋めることに腐心し、「我々の敵でない者は味方である」と述べて政治犯の釈放やローマ教皇庁との和解を進め、共産圏の中では比較的穏健な統治を行った。1966年にはニエルシュ・レジエ書記らによって「新経済メカニズム」が導入され、市場経済の一部導入などを進めたほか、同年11月には国民議会選挙の候補者を複数候補制にするなどの政治改革も進められた。
これらの改革によってハンガリー経済は発展し、国民の所得も増加したが、1973年にソビエト連邦の圧力によって後退を余儀なくされ、ニエルシュらも解任・左遷された。しかし、その処遇は「プラハの春」後に改革派党員を追放したチェコスロバキア共産党の「正常化」に比べれば穏やかなものであった。また、「新経済メカニズム」も完全には廃止されず、1970年代後半の第二次石油危機以降は再び改革が進められるようになり、「社会主義市場経済」が目指されるようになった。政治的にも地方自治の拡大、党の指導性の限定化などの施策が行われた。1982年にはIMFに加盟、1983年には再び議会選挙が複数候補制となり、1985年には社会主義労働者党の党員以外からも国会議員に当選する者が出るようになった。
西側への旅行も他の東側諸国に比べると比較的自由であり、1980年には380万人が西側へ旅行している。検閲も比較的緩やかであり、閣僚の指名は形式的ながら中央委員会政治局の決定だけでなく大衆組織「愛国人民戦線」と協議をして決定するなどの改革が行われた。

### 民主化
このように他の中東欧の社会主義国に比べると市場経済化・政治の自由化を比較的進めていたハンガリーであったが、1980年代後半になると、社会主義労働者党による一党独裁の限界が明らかとなった。過度な投資が対外債務の増加を生んで経済が失速する一方、高齢になったカーダールは保守化し、これ以上の経済の自由化には消極的になっていた。1987年、カーダールは対外債務の返済に必要な財源を確保すべく、経済の自由化で生じた富裕層に対する増税を行おうとしたが、この法案は国会で否決されてしまった。社会主義体制になってから初めて政府提出法案が議会によって覆されるという事態が生じたのである。これによって保守派とカーダールは信用を失い、1988年5月、カーダールは引退した。
カーダールの後を継いで穏健改革派のグロース・カーロイが書記長に就任し、同時に政治局にはニエルシュが復帰し、ネーメト・ミクローシュ（1988年から首相）、ポジュガイ・イムレらの急進改革派も政治局入りした。ソ連のゴルバチョフ政権によるペレストロイカの流れを受けて、改革が進められることになったが、グロースはあくまでも一党制を維持し、党内の民主化を進めることで改革を達成できると考えていた。一方、ポジュガイらは複数政党制の導入など、急進的な改革を志向していた。1988年10月には会社法が制定されて国有企業の株式会社化が行われ、1989年1月には集会・結社の自由化、政党結成の容認などが進められた。
1989年になるとポジュガイら改革派によって政治改革が急速に進められた。1989年2月には民主化の一環として党の指導性の放棄、党と政府の分離を決定し、4月には民主集中制の放棄が決定され、5月にはオーストリアとの国境にあった鉄条網の撤去などの改革・開放を行った。これにより西ドイツへの亡命を求める東ドイツ市民がハンガリーに殺到、汎ヨーロッパ・ピクニックを引き起こし、後のベルリンの壁崩壊や冷戦終結へと繋がっていく。
6月にはハンガリー動乱で処刑されたナジ・イムレ元首相の名誉回復と改葬を行った。これを巡ってはグロースとニエルシュ、ポジュガイらの間に対立が生じたが、6月23-24日に開かれた社会主義労働者党中央委員会総会は政治局を廃止して21人からなる政治執行委員会と、ニエルシュ、ポジュガイ、ネーメト、グロースから成る幹部会を設け、党首（党議長）にはニエルシュが就任した。グロースは書記長のポストにとどまったが、幹部会は4人のうち3人が急進改革派であり、また党の最高指導者から外された形になった。こうして急進改革派が党の主導権を握った。
6月25日、ニエルシュは「スターリン主義とプロレタリア独裁から決別する」と表明し、複数政党制の導入を決定して一党独裁を放棄した。1989年10月の党大会では「党の国家政党としての歴史は終わった」と宣言して社会主義労働者党は民主社会主義を志向する「ハンガリー社会党」へ改名した。
1989年10月18日、国会で市場経済・複数政党制による民主政などを定めた憲法の改正案が採択されて、国名も「ハンガリー共和国」に改称された。23日には 暫定国家元首となったスールシュ・マーチャーシュ国会議長が国会前の広場で共和国宣言を読み上げ、ハンガリー人民共和国は完全に終焉した。